# Fratelli Borletti
La Fratelli Borletti era un'azienda di Milano, nota per essere la proprietaria del marchio Veglia-Borletti.

## Storia
Fondata da Romualdo Borletti nel 1897 per produrre orologi su licenza della Società americana Westclock e di vari marchi svizzeri e tedeschi. Fu sviluppata dai figli Aldo e Senatore Borletti che convertirono l'azienda ad una produzione militare durante la prima guerra mondiale. Alla fine del conflitto l'azienda fu riconvertita a produzioni civili nel campo della meccanica di precisione: tra i suoi prodotti vi erano oltre agli orologi, strumenti per auto (in particolare contachilometri), macchine per cucire e strumenti di misura.
Col marchio Veglia venivano identificate varie linee di prodotto, una riguardante persino gli orologi, sempre con la sola omonima firma, in seguito la linea dei Veglia "Vagary" sarà il nome che prenderà il sopravvento quando viene comprata nel 1991 dal colosso giapponese Citizen restando un marchio autonomo, costituendone l'entry-level sotto lo stretto controllo della casa madre. 
Il marchio "Veglia" restava popolarmente conosciuto soprattutto per il suo settore d'elezione: i tachimetri e i contachilometri.
L'azienda ottenne importanti riconoscimenti, tra cui due premi Compasso d'oro: il primo con la Macchina da cucire superautomatica modello 1102 di Marco Zanuso nel 1956 e il secondo nel 1964 con la sveglia Sferyclock progettata da Rodolfo Bonetto. Aldo Borletti fu anche più volte nominato nella giuria del premio.
Dopo la seconda guerra mondiale la Borletti fu diretta da Senatore Borletti jr figlio di Aldo e dalla sua morte prematura nel 1974 dal fratello Ferdinando. Sotto la loro direzione l'azienda si sviluppò fortemente diventando una delle imprese leader nella componentistica auto. La Borletti sviluppò la propria attività anche all'estero ed in particolare in Francia, in Argentina e in Canada. 
Nel dopoguerra, a seguito di un riassetto azionario familiare, entrò Fiat nel capitale. Nel 1985 Ferdinando Borletti decise di ritirarsi dalla guida operativa della società e cedette la partecipazione della famiglia alla Fiat, che la assorbì completamente, incorporandola nella Magneti Marelli; nello stesso anno il settore "Strumenti di misura e controllo per la meccanica" viene ceduto alla LTF SpA.
L'azienda è stata attiva anche nel campo sportivo, tramite il suo dopolavoro. Nel 1930 i dirigenti della fabbrica formarono una squadra di impiegati, la Dopolavoro Borletti, che nel 1931 prese parte alla Coppa Motta di pallacanestro e in seguito partecipò con buoni risultati alla prima divisione.
La squadra, di proprietà dell'azienda fino al 1947, in seguito sarebbe diventata attraverso la fusione con la Triestina Milano l'attuale Olimpia Milano (di cui la Borletti fu il primo sponsor).
La famiglia Borletti fu una delle famiglie più rilevanti del capoluogo lombardo, attiva nel mecenatismo e proprietaria di una grande villa in via San Vittore 40: la villa, costruita nel 1936 e coprogettata da Gio Ponti, è considerata uno degli edifici storici dell'architettura moderna in città.
La famiglia è stata tra i fondatori della Rinascente, dell'Upim e della Standa. Dal 1917 ai primi anni settanta la famiglia fu anche proprietaria dei primi due.